# Groton Long Point

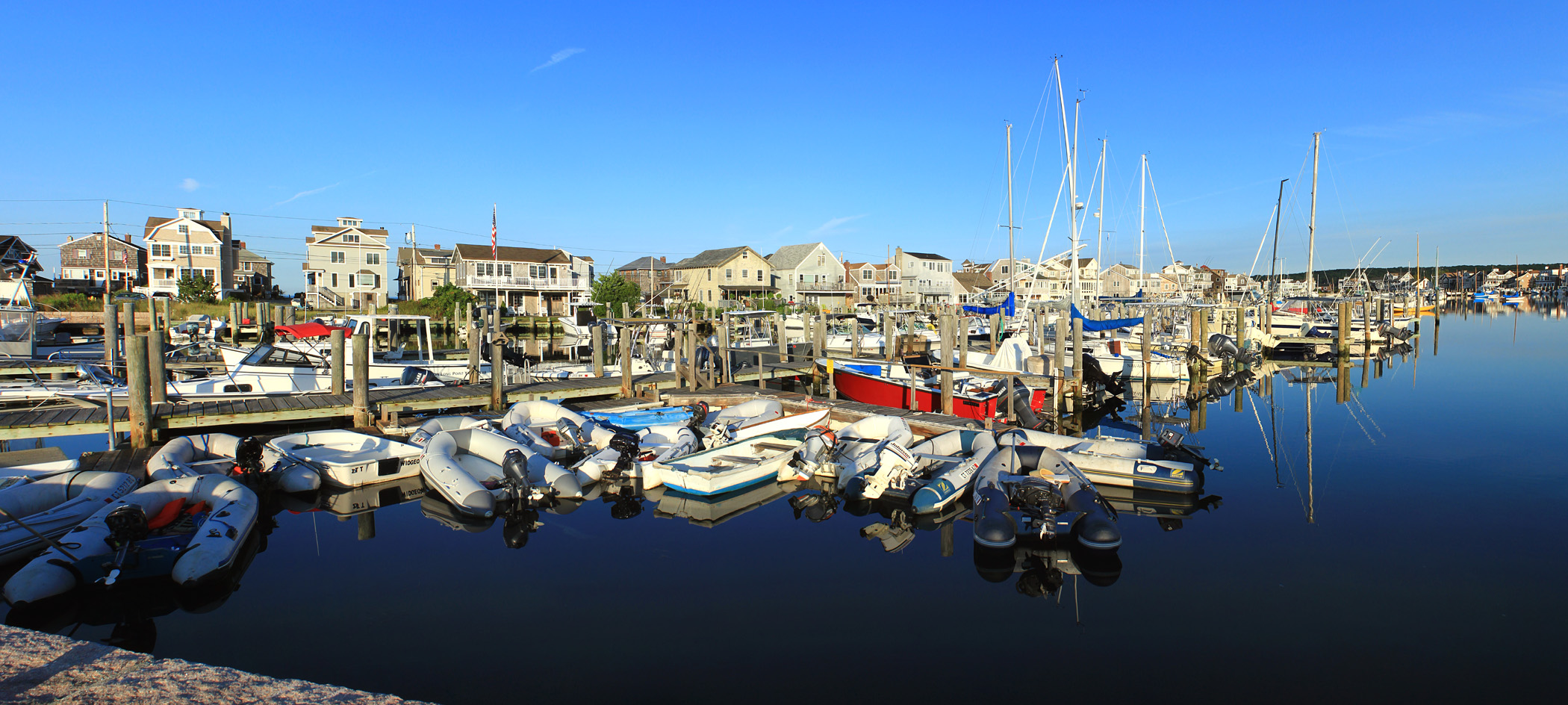
Groton Long Point (2015)

Groton Long Point (GLP) ist ein Ortsteil von Groton am Long Island Sound in New London County, Connecticut, Vereinigte Staaten. Die Siedlung wird größtenteils als Sommerfrische für Familien genutzt und ist daher jahreszeitlich bedingt starken Bevölkerungsschwankungen unterworfen.

## Organisation
Das Gebiet wird von der Groton Long Point Association (GLPA) verwaltet, die 1921 durch einen Erlass der Connecticut Legislature gegründet wurde. Der  Erlass gewährte saisonal wechselnden Anwohnern die Möglichkeit, unabhängig von der Gemeinde Groton Steuern und Gebühren zu erheben. Normalerweise handelte es sich dabei um Dienstleistungen, die die Kommunen nicht erbringen wollten oder konnten. Die Körperschaft wurde nicht als Borough eingetragen, hat aber dieselben hoheitlichen Kompetenzen.

## Geographie
Groton Long Point hat eine Halbinsellage zwischen Mumford Cove und Long Island Sound. An der Südseite, parallel zur Küste, verläuft von Westen nach Osten langgezogen der Groton Long Point Harbour. Laut dem United States Census Bureau umfasst das Gebiet 0,4 sqmi (1,03 km²), mit einem Großteil an Landflächen und 0,04 sqmi (10 ha) Wasserflächen im Gebiet von Mumford Cove. Nördlich von Groton Long Point schließt sich der Haley Farm State Park an.

## Bevölkerung
Im Sommer herrscht in Groton Long Point reges Leben, weil in dieser Zeit fast alle Gebäude bewohnt werden oder von den Eigentümern an Urlauber vermietet sind. Der Groton Long Point Yacht Club ist als Yachtclub eine Besonderheit, weil er viele Sommercamps und Segelkurse für Jugendliche anbietet. Beim nahegelegenen Esker Point werden oft Konzert veranstaltet.
Ab September beginnt die Siedlung ruhig zu werden, weil die meisten Sommerfrischler abreisen. Nur eine kleine Anzahl von Bewohnern lebt dauerhaft in Groton Long Point. Die nächstgelegene Schule ist die Fitch Senior High School in Groton.
Groton Long Point Volunteer Fire Department
Die Freiwillige Feuerwehr ist eine wichtige Institution. Sie wurde 1951 gegründet und ist das ganze Jahr über besetzt. Die Feuerwehr veranstaltet auch ganzjährig beliebte soziale Events.